# Landtagswahl in Brandenburg 1950
Die Landtagswahl in Brandenburg 1950 war die zweite Wahl zum Landtag von Brandenburg der DDR und fand am 15. Oktober 1950 statt. Sie war die letzte Landtagswahl vor der Auflösung der Länder in der DDR im Jahr 1952.
Während bei den Wahlen zu den Landtagen in der Sowjetischen Besatzungszone im Jahr 1946 aufgrund der Wahlordnung die Wahlberechtigten durch ein auf dem Stimmzettel zu setzendes Kreuz oder in sonstiger Weise kenntlich machen konnten, welchem Wahlvorschlag sie ihre Stimme geben wollten, konnte 1950 lediglich über die Einheitsliste der Nationalen Front abgestimmt werden, ohne dass eine Auswahl unter den aufgeführten Bewerbern oder verschiedenen Parteien durch Ankreuzen oder auf andere Weise vorgesehen oder erforderlich war.

## Wahlergebnis
Die Wahlbeteiligung lag bei 98,6 %. 99,9 % der Wähler haben dem Wahlvorschlag der Nationalen Front zugestimmt, 0,1 % hatten mit Nein gestimmt und 0,1 % ungültige Stimmen abgegeben.
- SED: 18
- KG: 3
- FDGB: 11
- DBD: 6
- VdgB: 3
- FDJ: 9
- DFD: 9
- KB: 5
- VVN: 4
- NDPD: 6
- LDPD: 12
- CDU: 14

| Partei/Gruppe | Partei/Gruppe                               | Akronym | Sitze |
| ------------- | ------------------------------------------- | ------- | ----- |
|               | Sozialistische Einheitspartei Deutschlands  | SED     | 18    |
|               | Konsumgenossenschaften                      | KG      | 3     |
|               | Freier Deutscher Gewerkschaftsbund          | FDGB    | 11    |
|               | Demokratische Bauernpartei Deutschlands     | DBD     | 6     |
|               | Vereinigung der gegenseitigen Bauernhilfe   | VdgB    | 3     |
|               | Freie Deutsche Jugend                       | FDJ     | 9     |
|               | Demokratischer Frauenbund Deutschlands      | DFD     | 9     |
|               | Kulturbund                                  | KB      | 5     |
|               | Vereinigung der Verfolgten des Naziregimes  | VVN     | 4     |
|               | National-Demokratische Partei Deutschlands  | NDPD    | 6     |
|               | Liberal-Demokratische Partei Deutschlands   | LDPD    | 12    |
|               | Christlich-Demokratische Union Deutschlands | CDU     | 14    |